# Daisyworld

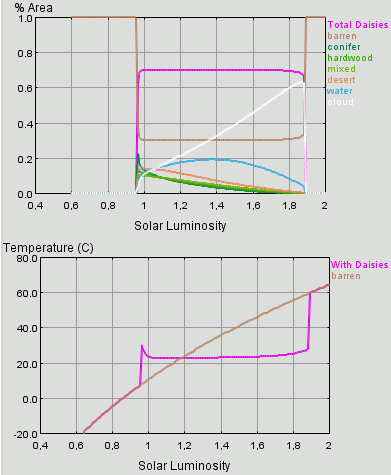
Model

Daisyworld neboli model sedmikrásek je počítačová simulace hypotetické planety, která obíhá kolem Slunce a pomalu se k němu přibližuje, přičemž se zvyšuje teplota jejího povrchu. Simulovaná planeta je obývána dvěma druhy sedmikrásek (černými a bílými). Oba druhy mají stejnou rychlost růstu, ale bílé odrážejí sluneční paprsky a tím planetu ochlazují, zatímco černé sedmikrásky sluneční paprsky absorbují a tím přispívají k oteplování planety.
Simulace ukazuje miliony let vývoje planety. Na počátku simulace, kdy je planeta ještě poměrně chladná, se dobře daří černým sedmikráskám, protože se dokážou samy lépe ohřát a bílých přežívá jen několik málo jedinců. S narůstající teplotou se ale začíná dařit lépe bílým sedmikráskám, které se lépe dokážou vyrovnat s vysokou teplotou. V jistém okamžiku je stále vzrůstající teplota tak vysoká, že bílé sedmikrásky již nedokážou planetu dostatečně ochladit a umírají. V té chvíli se celý systém zhroutí a teplota vyletí skokem vzhůru.
Tento model byl poprvé představen Jamesem Lovelockem (autor teorie Gaia) a Andrewem Watsonem. Později byl tento modelový svět rozšířen ještě o další druhy. Jedno z nejpřekvapivějších zjištění této simulace bylo, že s růstem počtu druhů se zvyšuje míra pozitivních vlivů na celou planetu. Toto zjištění podpořilo tezi, že živočišná různorodost je nesmírně důležitá.